# Manipulacja w internecie
Manipulacja w internecie – wykorzystywanie technologii cyfrowych, takich jak algorytmy mediów społecznościowych i zautomatyzowane skrypty, do celów komercyjnych, społecznych lub politycznych. 
Taka taktyka może być stosowana z wyraźnym zamiarem manipulowania opinią publiczną, do polaryzowania postaw obywateli, uciszania dysydentów politycznych, szkodzenia przeciwnikom korporacyjnym lub politycznym oraz poprawiania reputacji osobistej lub marki. Hakerzy, wynajęci specjaliści i obywatele dopuszczają się manipulacji w internecie przy użyciu oprogramowania w tym zazwyczaj botów, w szczególności botów społecznościowych, głosobotów i clickbotów.
Hackowanie poznawcze odnosi się do cyberataku, którego celem jest zmiana percepcji użytkowników i modyfikacja ich zachowań.
Manipulacja internetem jest czasami stosowana również do opisania selektywnej cenzury Internetu lub naruszenia neutralności sieci.

## Zagadnienia
- Emocjonalny potencjał responsywności: Treści, które wywołują silne emocje (takie jak strach, złość lub lęk), są bardziej responsywne w dotarciu[niezrozumiałe]. Dotyczy to również emocji takich jak zaskoczenie, ciekawość lub użyteczność[10].
- Prostota ponad kompleksowością: Dostarczanie prostych wyjaśnień złożonych okoliczności i następnie utrwalanie ich może być wykorzystywane do manipulacji wirtualnej. Często są one łatwiejsze do zinternalizowania, są dostępne wcześniej niż inne badania i mają wyższą responsywność niż jakiekolwiek złożone, zniuansowane wyjaśnienia i informacje[11].
- Wpływ znajomych: Kolektywna ocena jakości treści internetowych wpływa na postrzeganie treści przez odbiorców. W 2015 roku wykazano, że oceny dzieł sztuki ocenianych w środowisku wirtualnym mogą być łatwo manipulowane[12]. Społeczność platformy Reddit zauważyła, że materiał, który dostaje na początku określone głosy – aprobujące lub negujące – ma dużą szansę być odbieranym w taki sam sposób później. Użytkownicy i administratorzy nazwali to „głosowaniem śnieżnym”, co wpisywało by się w koncepcję bandwagoningu[13].
- Bańki informacyjne: Komory pogłosowe czy bańki filtrujące mogą być używane przez administratorów lub moderatorów witryn internetowych na przykład poprzez blokowanie ludzi o innych punktach widzenia, przez ustalenie nowych zasad lub przez standaryzację punktu widzenia członków społeczności internetowych.
- Stronniczość i manipulacja treści: Fałszywe wiadomości nie muszą być czytane, ale i tak mogą mieć wpływ na jakość, siłę i efekt emocjonalny odbiorcy. Konkretne propozycje, poglądy, problemy i pozornie naturalne rozpowszechnienie informacji mogą być przez to wzmocnione, stymulowane lub symulowane[14]. (Zobacz także: efekt czystej ekspozycji)
- Aktualność i niepoprawność informacji: Reakcja na nieprawdziwą informacje – wyjaśnienia, demistyfikacja konspiracji i ujawnianie fałszywych wiadomości – często pojawiają się z opóźnieniem, gdy szkody są już wyrządzone i / lub nie docierają do większości odbiorców związanych z dezinformacją[15].
- Psychologiczne targetowanie: działania w mediach społecznościowych i na innych wirtualnych danych, które można wykorzystać do analizy osobowości ludzi oraz przewidywania ich zachowania i preferencji[16][17]. Doktor Michał Kosiński opisał taką procedurę. Mogą to być media lub informacje dostosowane do psychiki osoby, np. Facebook. Według doniesień mogły one odegrać integralną rolę w zwycięstwie Donalda Trumpa. (Zobacz także: reklama targetowana)[16][18]

### Algorytmy i polaryzacja
Coraz większa ilość źródeł internetowych stanowi wektor prowadzący do wzrostu pluralizmu mediów, ale algorytmy używane przez platformy społecznościowe i wyszukiwarki w celu zapewnienia użytkownikom spersonalizowanego doświadczenia w oparciu o ich indywidualne preferencje, stanowią wyzwanie dla tegoż pluralizmu, ograniczając dostęp do różnych punktów widzenia i wiadomości. Jest to powszechnie określane jako pogłosy społeczne czy bańki informacyjne.
Algorytmy wpływają na wybory użytkowników i ich postrzeganie rzeczywistości, sprawiając wrażenie, że dany punkt widzenia lub reprezentacja jest szeroko rozpowszechniona. Po referendum w sprawie członkostwa w Unii Europejskiej w Wielkiej Brytanii w 2016 oraz wyborach prezydenckich w Stanach Zjednoczonych zwróciło to uwagę, ponieważ wiele osób przyznało się do zaskoczenia wynikami, które wydawały się bardzo odległe od ich oczekiwań. Na zakres pluralizmu wpływa spersonalizowana indywidualizacja usług i sposób w jaki ogranicza ona wybór.
Badania przeprowadzone przez Flaxmana, Goela i Rao, Parisera, i Grömpinga sugerują, że korzystanie z mediów społecznościowych i wyszukiwarek powoduje tendencję do zwiększania dystansu ideologicznego między jednostkami.
Porównania między segregacją online i offline wykazały, że segregacja jest zwykle wyższa w kontaktach twarzą w twarz z sąsiadami, współpracownikami lub członkami rodziny. Istniejące badania wykazują, że dostępne dowody empiryczne nie potwierdzają najbardziej pesymistycznych poglądów na temat polaryzacji. Na przykład badanie przeprowadzone przez naukowców z Facebooka i University of Michigan sugeruje, że własne wybory poszczególnych osób są napędzane przez algorytmy, ograniczające dostęp do szeregu treści. Chociaż algorytmy mogą nie powodować polaryzacji, mogą ją wzmacniać, stanowiąc istotny składnik nowego krajobrazu informacyjnego.

## Badania i wykorzystanie przez agencje wywiadowcze i wojskowe

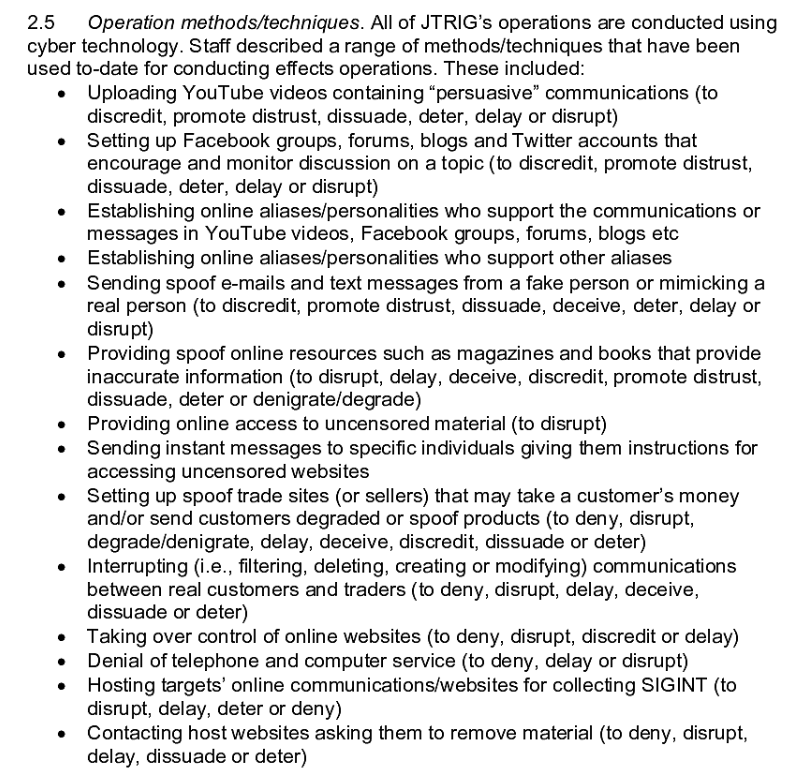
Niektóre z metod / technik używanych przez JTRIG ujawnione w wyniku wycieku danych.

Jednostka Joint Threat Research Intelligence Group w Government Communications Headquarters (GCHQ), brytyjska agencja wywiadowcza została ujawniona w ramach ujawnień dotyczących globalnego nadzoru w dokumentach ujawnionych przez byłego wykonawcę Agencji Bezpieczeństwa Narodowego Edwarda Snowdena i jego misji. zakres obejmuje stosowanie „brudnych sztuczek” do „niszczenia, zaprzeczania, degradowania [i] zakłócania” wrogów. Podstawowe taktyki obejmują wstrzykiwanie fałszywych materiałów do Internetu w celu zniszczenia reputacji celów oraz manipulowanie dyskursem i aktywizmem w Internecie, do czego służą takie metody, jak publikowanie materiałów w Internecie i fałszywe przypisywanie ich komuś innemu, udawanie ofiary celu osoby, których reputacja ma zostać zniszczona i zamieszczające „negatywne informacje” na różnych forach mogą być wykorzystywane.
Działania JTRIG, znane jako „efekty”, stały się „główną częścią” działalności GCHQ do 2010. Działania propagandowe jednostki w Internecie (o nazwie „Online Covert Action”) wykorzystują „masowe wysyłanie wiadomości” i „rozpowszechnianie [z] historii” za pośrednictwem Twittera, Flickr, Facebooka i YouTube. Operacje online typu „fałszywa flaga” są również wykorzystywane przez JTRIG przeciwko celom. JTRIG zmienił również zdjęcia w serwisach społecznościowych, a także wysyłał e-maile i SMS-y do kolegów i sąsiadów z „niesmacznymi informacjami” o docelowej osobie. W czerwcu 2015 r. Pliki NSA opublikowane przez Glenna Greenwalda ujawniły nowe szczegóły dotyczące pracy JTRIG nad potajemnym manipulowaniem społecznościami internetowymi. Ujawnienia ujawniły również technikę „zbierania danych uwierzytelniających”, w której dziennikarze mogą być wykorzystywani do rozpowszechniania informacji i identyfikowania dziennikarzy spoza Wielkiej Brytanii, którzy po zmanipulowaniu mogliby udzielić informacji zamierzonemu celowi tajnej kampanii, być może umożliwiając dostęp podczas wywiadu. Nie wiadomo, czy dziennikarze mieliby świadomość, że są manipulowani.
Ponadto Rosja jest często oskarżana o finansowanie „trolli”, które publikują prorosyjskie opinie w Internecie. Internet Research Agency stała się znana z zatrudniania setek Rosjan do publikowania propagandy w Internecie pod fałszywymi tożsamościami w celu stworzenia iluzji masowego poparcia. W 2016 roku Rosja została oskarżona o wyrafinowane kampanie propagandowe mające na celu rozpowszechnianie fałszywych wiadomości w celu ukarania demokratycznej Hillary Clinton i pomocy republikaninowi Donaldowi Trumpowi podczas wyborów prezydenckich w 2016 roku, a także podważenia wiary w amerykańską demokrację.
W raporcie z 2017 r. Facebook publicznie stwierdził, że jego strona była wykorzystywana przez rządy do manipulowania opinią publiczną w innych krajach – w tym podczas wyborów prezydenckich w USA i Francji. Zidentyfikowano trzy główne elementy zaangażowane w kampanię informacyjną: ukierunkowane zbieranie danych, tworzenie treści i fałszywe wzmacnianie oraz kradzież i ujawnianie informacji, które nie są publiczne; rozpowszechnianie fałszywych lub prawdziwych historii osobom trzecim za pośrednictwem fałszywych kont; oraz koordynowanie fałszywych kont w celu manipulowania dyskusją polityczną, na przykład wzmacniania niektórych głosów, a tłumienie innych.

## W polityce
W 2016 roku Andrés Sepúlveda ujawnił, że manipulował opinią publiczną w celu sfałszowania wyborów w Ameryce Łacińskiej. Według niego, dysponując budżetem 600 000 dolarów, kierował zespołem hakerów, którzy kradli strategie kampanii, manipulowali mediami społecznościowymi w celu tworzenia fałszywego entuzjazmu i szyderstwa oraz instalował oprogramowanie szpiegowskie w biurach opozycji, aby pomóc Enrique Peña Nieto, kandydatowi wygrać meksykańskie wybory.
W okresie poprzedzającym wybory w Indiach w 2014 r. Zarówno partia Bharatiya Janata (BJP), jak i Partia Kongresu zostały oskarżone o zatrudnianie politycznych trolli, aby przychylnie pisali o nich na blogach i w mediach społecznościowych.
Uważa się również, że chiński rząd kieruje tak zwaną „Armią pięćdzięsięciu centów” (odniesienie do tego, ile mają płacić) oraz” Internetową Armią Wodną”, aby wzmocnić przychylną opinię wobec niej i Komunistycznej Partii Chin (KPCh), a także tłumić jakikolwiek sprzeciw.
W grudniu 2014 r. powołano ukraińskie ministerstwo informacji, które miało przeciwdziałać rosyjskiej propagandzie, a jednym z jego pierwszych zadań było tworzenie kont w mediach społecznościowych (zwanych również i-Army) oraz gromadzenie użytkowników podających się za mieszkańców wschodniej Ukrainy.
Twitter zawiesił szereg kont botów, które wydawały się rozpowszechniać pro-saudyjskie tweety na temat zniknięcia saudyjskiego dziennikarza dysydenta Jamala Khashoggiego.

## Trolling i inne zastosowania
W kwietniu 2009 roku trolle internetowe ze społeczności 4chan wybrały Christophera Poole’a, założyciela serwisu, na najbardziej wpływową osobę na świecie w 2008 roku z 16 794 368 głosami w otwartej ankiecie internetowej przeprowadzonej przez magazyn Time. Wyniki zostały zakwestionowane jeszcze przed zakończeniem ankiety, ponieważ zautomatyzowane programy do głosowania i tak zwany ballot stuffing wpływały na głosowanie. Ingerencja 4chana w głosowanie wydawała się bardziej prawdopodobna, kiedy okazało się, że litery imion pierwszych 21 kandydatów w ankiecie tworzyło akrostych zawierający frazę: „Marblecake. Also, The Game”.
Żartownisie i haktywiści zorientowani politycznie mogą dzielić się wyrafinowaną wiedzą na temat manipulowania Internetem i mediami społecznościowymi.

## Środki zaradcze
W Wired zauważono, że zasady państwowe, takie jak obowiązkowa rejestracja i groźby kary, nie są adekwatnymi środkami do walki z problemem botów internetowych.
Aby zabezpieczyć się przed kwestią wcześniejszych ocen wpływających na ich odbiór, kilka witryn, takich jak Reddit, podjęło kroki, takie jak ukrywanie liczby głosów na określony czas.
Niektóre inne potencjalne środki będące przedmiotem dyskusji to oznaczanie postów jako prawdopodobnie satyrycznych lub fałszywych. Na przykład w grudniu 2016 r. Facebook ogłosił, że sporne artykuły będą oznaczane przy pomocy użytkowników i zewnętrznych weryfikatorów. Firma szuka sposobów identyfikacji „operacji informacyjnych” i fałszywych kont i zawiesiła 30 000 kont przed wyborami prezydenckimi we Francji w strajku przeciwko operacjom informacyjnym.
Wynalazca sieci World Wide Web Tim Berners-Lee uważa, że powierzenie kilku firmom decydowania o tym, co jest, a co nie jest prawdą, jest ryzykowną propozycją i stwierdza, że otwartość może uczynić sieć bardziej godną zaufania. Jako przykład podaje Wikipedię, która choć nie jest doskonała, pozwala każdemu edytować, a kluczem do jej sukcesu jest nie tylko technologia, ale także zarządzanie witryną – ma armię niezliczonych ochotników i sposobów ustalania, co jest, a co nie jest prawdą.
Ponadto do zwalczania tego problemu mogą być używane różne rodzaje oprogramowania, takie jak fałszywe oprogramowanie sprawdzające lub dobrowolne rozszerzenia przeglądarki, które przechowują każdą przeczytaną witrynę lub wykorzystują historię przeglądania do dostarczania fałszywych informacji.
Ponadto Daniel Suarez zwraca się do społeczeństwa o docenienie krytycznego myślenia analitycznego i sugeruje reformy edukacji, takie jak wprowadzenie „logiki formalnej” jako dyscypliny w szkołach oraz szkolenie w zakresie umiejętności korzystania z mediów i obiektywnej ewaluacji treści.

### Reakcje państwowe
Według badań przeprowadzonych przez Oxford Internet Institute, co najmniej 43 kraje na całym świecie zaproponowały lub wdrożyły przepisy specjalnie zaprojektowane w celu rozwiązania problemów różnych aspektów manipulacji Internetem, w tym fałszywych wiadomości, nadużyć w mediach społecznościowych i ingerencji w wybory.

#### Niemcy
W Niemczech w okresie poprzedzającym wybory we wrześniu 2017 r. wszystkie główne partie polityczne poza AfD publicznie ogłosiły, że nie będą wykorzystywać botów społecznościowych w swoich kampaniach. Ponadto zobowiązali się do zdecydowanego potępienia takiego wykorzystania botów internetowych.
Poczyniono kroki w kierunku regulacji dotyczących mediów społecznościowych: trzy niemieckie landy Hesja, Bawaria i Saksonia-Anhalt zaproponowały na początku 2017 r. ustawę, która oznaczałaby, że użytkownicy mediów społecznościowych mogliby zostać postawieni przed sądem, gdyby naruszyli warunki funkcjonowania na tego typu platformach. Na przykład użycie pseudonimu na Facebooku lub utworzenie fałszywego konta byłoby zagrożone karą do jednego roku pozbawienia wolności.

#### Włochy
Na początku 2018 r. Włoska Agencja Komunikacji AGCOM opublikowała na swojej stronie internetowej zestaw wytycznych dotyczących wyborów w marcu tego samego roku. Sześć głównych tematów to:
1. Równe traktowanie podmiotów politycznych
2. Przejrzystość propagandy politycznej
3. Nielegalne działania i treści, których rozpowszechnianie jest zabronione (na przykład ankiety)
4. Konta społecznościowe administracji publicznej
5. Propaganda polityczna jest zabroniona w dniu wyborów i dzień wcześniej
6. Zalecenia dotyczące precyzyjniejszej weryfikacji faktów

#### Francja
W listopadzie 2018 roku we Francji uchwalono ustawę zakazującą manipulowania informacjami. Prawo stanowi, że w okresach kampanii:
- Platformy cyfrowe muszą ujawniać kwotę zapłaconą za reklamy oraz nazwiska ich autorów. Po przekroczeniu określonego progu ruchu platformy muszą mieć przedstawiciela obecnego we Francji i muszą opublikować zastosowane algorytmy.
- Sędzia może wydać nakaz prawny, aby szybko zatrzymać rozpowszechnianie fałszywych wiadomości. Taki fake news musi spełniać następujące warunki: a) musi być oczywisty; b) musi być rozpowszechniany na masową skalę; oraz (c) musi doprowadzić do zakłócenia pokoju lub musi zagrozić wynikom wyborów.

#### Malezja
W kwietniu 2018 roku parlament Malezji przyjął ustawę Anti-Fake News Act. Zdefiniował fałszywe wiadomości jako „wiadomości, informacje, dane i raporty, które są całkowicie lub częściowo fałszywe”. Dotyczyło to obywateli lub osób pracujących przy mediach cyfrowych, którym groziła kara do 6 lat pozbawienia wolności. Ustawa została uchylona po ostrej krytyce w sierpniu 2018 r.

#### Kenia
W maju 2018 roku prezydent Uhuru Kenyatta podpisał ustawę o komputerach i cyberprzestępczości, która kryminalizuje cyberprzestępstwa, w tym cyberprzemoc i cyberprzestępczość. Jeżeli osoba „celowo publikuje fałszywe, wprowadzające w błąd lub fikcyjne dane lub dezinformuje z zamiarem użycia tych danych jako autentycznych lub też jak gdyby te dane były traktowane jako autentyczne”, podlega grzywnie i karze do dwóch lat pozbawienia wolności.

### Badania
Niemiecka kanclerz Angela Merkel wydała Bundestagowi polecenie zajęcia się problematyką manipulowania politycznego przez boty społeczne lub fake newsy.